# 克里斯蒂安·維拉紐瓦
克里斯蒂安·維拉紐瓦（英語：Christian Villanueva，1991年6月19日—），為墨西哥的棒球選手之一，曾效力於美國職棒聖地牙哥教士隊及日本職棒讀賣巨人隊、北海道日本火腿鬥士隊，守備位置為三壘手。

## 生平

### 美國職棒時期
2008年，和德州遊騎兵隊簽下合約，開啟職棒生涯，2012年，和Kyle Hendricks一起被交易到芝加哥小熊隊，而遊騎兵隊則換來投手Ryan Dempster，2016年，因為右腓骨骨折，因此整季報銷，並在該年12月2日遭到釋出。
2016年12月12日，和聖地牙哥教士隊簽下小聯盟合約，2017年，在3A的艾爾帕索吉娃娃隊中出賽109場比賽，擊出118支安打及20支全壘打，並於9月18日升上大聯盟，該年大聯盟成績為出賽12場，11支安打，打擊率0.344。
2018年4月4日，對戰科羅拉多洛磯隊的比賽中單場擊出三響砲，同時也帶領教士隊以8:5擊敗洛磯隊，終止開季4連敗，並在4月以打擊率0.321，8支全壘打及19分打點拿下美國職棒大聯盟單月表現最佳新人獎。
2018年8月22日，在守備時遭到強襲球打中手指，導致骨折，也因此進入傷兵名單，剩餘的比賽也沒有上場的機會，但該年仍繳出20支全壘打，打擊率0.236的成績。

### 日本職棒時期
2018年11月21日，聖地牙哥教士隊宣布將Villanueva的合約轉賣給日本職棒讀賣巨人隊，來季將轉戰亞洲職棒舞台，但只打出45支安打、8支全壘打及打擊率0.223的成績，季末未獲續約。
2019年12月5日，北海道日本火腿鬥士隊宣布簽下Villanueva，新球季將轉戰至太平洋聯盟，但5月份因為受傷的關係，直到7月才首度升上一軍，球季結束後未獲續約。

## 職棒生涯成績

### 美國職棒
| 年度 | 球隊         | 出賽 | 打數 | 安打 | 全壘打 | 打點 | 盜壘 | 四死 | 三振 | 壘打數 | 打擊率 | 上壘率 | 長打率 | OPS   |
| ---- | ------------ | ---- | ---- | ---- | ------ | ---- | ---- | ---- | ---- | ------ | ------ | ------ | ------ | ----- |
| 2017 | 聖地牙哥教士 | 12   | 32   | 11   | 4      | 7    | 0    | 0    | 10   | 24     | 0.344  | 0.344  | 0.750  | 1.094 |
| 2018 | 聖地牙哥教士 | 110  | 351  | 83   | 20     | 46   | 3    | 23   | 104  | 158    | 0.236  | 0.299  | 0.450  | 0.750 |
| 合計 | 2年          | 122  | 383  | 94   | 24     | 53   | 3    | 23   | 114  | 182    | 0.245  | 0.303  | 0.475  | 0.778 |

### 日本職棒
| 年度 | 球隊               | 出賽 | 打數 | 安打 | 全壘打 | 打點 | 盜壘 | 四死 | 三振 | 壘打數 | 打擊率 | 上壘率 | 長打率 | OPS   |
| ---- | ------------------ | ---- | ---- | ---- | ------ | ---- | ---- | ---- | ---- | ------ | ------ | ------ | ------ | ----- |
| 2019 | 讀賣巨人           | 73   | 202  | 45   | 8      | 24   | 2    | 31   | 52   | 78     | 0.223  | 0.325  | 0.386  | 0.765 |
| 2020 | 北海道日本火腿鬥士 | 54   | 168  | 37   | 4      | 19   | 1    | 26   | 39   | 52     | 0.220  | 0.321  | 0.310  | 0.631 |
| 合計 | 2年                | 127  | 370  | 82   | 12     | 43   | 3    | 57   | 91   | 130    | 0.222  | 0.323  | 0.351  | 0.765 |

## 外部連結
- 克里斯蒂安·維拉紐瓦在美國職棒（英语）
- 克里斯蒂安·維拉紐瓦在日本職棒（英语）
- 克里斯蒂安·維拉紐瓦在Baseball-Reference.com（大聯盟）（英语）
- 克里斯蒂安·維拉紐瓦在Baseball-Reference.com（小聯盟以及海外聯盟）（英语）
- 克里斯蒂安·維拉紐瓦在ESPN（MLB）（英语）
- 克里斯蒂安·維拉紐瓦在FanGraphs.com（英语）
- 克里斯蒂安·維拉紐瓦在The Baseball Cube（英语）
- 克里斯蒂安·維拉紐瓦的X（前Twitter）
- 克里斯蒂安·維拉紐瓦的Instagram帳戶